# Standard Audit File - Tax
Das Standard Audit File - Tax (SAF-T) ist eine Spezifikation für eine computerlesbare Datei, die Buchhaltungsdaten aus dem ursprünglichen Buchhaltungssystem in ein vorgegebenes, von Extensible Markup Language (XML) abgeleitetes, Format überträgt und für Finanzbehörden zur Außenprüfung verfügbar macht.
Unter der Leitung des Tax Compliance Sub-Group im Forum on Tax Administration der Organisation für wirtschaftliche Zusammenarbeit und Entwicklung (OECD) wurde SAF-T im Mai 2005 vorgeschlagen. Diese erste Version (1.0) basierte auf Einträgen, wie sie in einem Hauptbuch zusammen mit Stammdaten der Lieferanten und Kunden eines Wirtschaftsunternehmens, den Rechnungsdetails, Aufträgen, Zahlungen und weiteren ausgeführten Buchungen zu finden sind. Eine überarbeitete Fassung (2.0) lag 2010 als internationale Norm für die Umsetzung durch nationale Körperschaften vor.

## Dateninhalt
Grob gegliedert enthält eine SAF-T-Datei die folgende Information:
Hauptbuch
Journale
Forderungen
Kundenstammdaten
Rechnungen
Zahlungen (Ein- und Ausgänge)
Verbindlichkeiten
Lieferantenstammdaten
Rechnungen
Zahlungen (Ein- und Ausgänge)
Bestände (Anlagevermögen)
Anlagenstamm
Abschreibungen und Neubewertungen
Bestände (Umlaufvermögen)
Artikelstamm
Materialbewegungen

## Umsetzung der Richtlinie
In nationales Recht wurde diese Spezifikation beispielsweise in den folgenden Ländern umgesetzt:
- Frankreich[4] Französische Unternehmen können ihre Unterlagen schon heute elektronisch zur Prüfung im SAF-T-Format übergeben.[4]
- Luxemburg[2] (19. Dezember 2008) Fichier d’Audit Informatisé AED[5] (FAIA)
- Norwegen[6] (August 2016): Norwegen plant die Einführung von SAF-T für kommerzielle Organisationen ab dem 1. Januar 2017.[6] Damit verbunden ist auch ein Kontenrahmen, von dem nicht abgewichen werden darf.[6]
- Österreich[2][4][7] (20. März 2009): Das Standard Audit File - Tax wird als Format für die elektronische Überlassung von Daten zulässig.[7] Die Bezeichnung lautet Standard Audit File-Tax_AT.[8] Das Format ist sogar gegenüber dem OECD-Format um eigene Sachverhalte, beispielsweise Felder der Anlagenbuchhaltung, erweitert.[1]
- Portugal[2]:
- Singapur[4] empfiehlt Unternehmen die Verwendung der SAF-T Standards, beispielsweise des Kontenplans.

In Belgien, Deutschland, Kroatien, Finland, Lettland, Malta, Slowakei, Slowenien, Spanien, und dem Vereinigten Königreich wird die Einführung von SAF-T diskutiert.
In anderen Ländern werden statt des voluminösen SAF-T-Verfahrens Flatfile-Verfahren verfolgt, darunter USA, Schweiz, Niederlande, Frankreich, Polen und weitere EU-Staaten.